# Moronobea pulchra
Moronobea pulchra är en tvåhjärtbladig växtart som beskrevs av Adolpho Ducke. Moronobea pulchra ingår i släktet Moronobea och familjen Clusiaceae. Inga underarter finns listade i Catalogue of Life.